# Paul Dehn
Paul Dehn (Manchester, 5 de novembro de 1912 - 30 de setembro de 1976) foi um roteirista inglês.
Em 1949 ou 1950, Dehn iniciou profissional e amoroso com o compositor James Bernard. Com ele, Dehn escreveu o argumento de Seven Days to Noon, e ambos foram premiados com o Oscar de Melhor História Original de 1950. Entre outros roteiros, escreveu o de 007 contra Goldfinger.